# Adolphe Monod
Adolphe-Louis-Frédéric-Théodore Monod (Copenhague, 21 de janeiro de 1802 - Paris, 6 de abril de 1856) foi um clérigo protestante francês. Seu irmão mais velho era Frédéric Monod. 
Nasceu em Copenhague, onde seu pai, Jean Monod era o filho mais velho do pastor Gaspard Joël Monod e sua esposa Suzanne Madeleine Puerari. Gaspard foi pastor da igreja reformada francesa e onde Jean Monod conheceu sua esposa e, consequentemente, a mãe de Adolph, Louise-Philippine de Coninck (1775-1851). Educado em Paris e Genebra, Adolph iniciou sua vida em 1825 como fundador e pastor de uma igreja protestante em Nápoles, mudando-se para Lyon em 1827.  
Em 2 de setembro de 1829, casou-se com Hannah Honyman (1799-1868) em Lyon. Eles tiveram sete filhos,  incluindo o pastor André John William Honyman Monod (1834–1916), a filantropa e feminista Alexandrine Elisabeth Sarah Monod (1836–1912), Émilie Monod e Camille Monod (1843–1910). 
Em 1836 ele assumiu o cargo de professor no colégio teológico de Montauban, removendo-se em 1847 para Paris como pregador no Oratoire. Ele morreu em Paris em 6 de abril de 1856.
Monod foi considerado por alguns dos principais pregadores protestantes da França do século XIX (por exemplo, Guillaume Guizot (1833-1892), filho do estadista francês e historiador protestante François Guizot (1787-1874)  referiu a ele em um artigo publicado em o "Journal des débats politiques et littéraires" (Jornal de debates políticos e literários) em 11 de abril de 1856, ou seja, alguns dias após o funeral de Adolphe Monod, como "um dos principais oradores cristãos de seu tempo". Ele publicou três volumes de sermões em 1830, outro, La Crédulité de l'incrédule, em 1844, e mais dois em 1855. Dois outros volumes apareceram após sua morte. Um de seus livros mais influentes foi o póstumo Les Adieux d'Adolphe. Monodéses Amis et l'Église (1857). 